# Die Puppenkönigin
Die Puppenkönigin er en tysk stumfilm fra 1925 instrueret af Gennaro Righelli.

## Medvirkende
- Maria Jacobini som Jeannine Armelle
- Harry Liedtke som Claude du Plessis
- Viggo Larsen
- Margarete Kupfer
- Hans Wassmann
- Erra Bognar
- Hugo Döblin
- Ida Wüst